# ミシガン大学消費者信頼感指数
ミシガン大学消費者信頼感指数（ミシガンだいがくしょうひしゃしんらいかんしすう、英: University of Michigan Consumer Sentiment Index）は、ミシガン大学サーヴェイ・オブ・コンシュマー（University of Michigan Surveys of Consumers）による指標である。1964年の指数を100として算出する。アメリカ時間の第2または第3金曜日に前月分の速報値が、最終金曜日に確定値がそれぞれ発表される。
Consumer Sentiment Index の訳語が確立していなく、報道機関によってまちまちである。以下のような訳語が使われている。英和辞書としては sentiment の訳語は地合いや所感である。
- 消費者信頼感指数 - ロイター[2]
- 消費者態度指数 - 日本経済新聞[3]
- 消費者マインド指数 - ブルームバーグ[4]

全米産業審議委員会（コンファレンスボード）の Consumer Confidence Index の方は、日本経済新聞・ロイター・ブルームバーグは消費者信頼感指数と訳している。

## 調査内容
消費者マインドに関するアンケート結果を集計した景気関連の経済指標である。現状判断指数（約40％）と先行き期待指数（約60％）で構成され、また期待指数については、景気先行指数の構成要素にもなってる。調査にあたっては、電話によるアンケートで行われ、景況感・雇用状況・所得に関して、楽観または悲観で回答される。
アンケート対象者の人数が500人（速報版は300人）と、同種の指数である全米産業審議委員会（コンファレンスボード）が発表する消費者信頼感指数の5000人よりも少ないため、指数のブレが大きいのが特徴。